# Análisis web móvil
Análisis Web Móvil estudia el comportamiento de los visitantes del sitio web móvil de una manera similar al análisis web tradicional. En un contexto comercial, el análisis web para móviles se refiere al uso de los datos recogidos ya que los visitantes acceden a un sitio web desde un teléfono móvil. 
Esto ayuda a determinar qué aspectos de la web funcionan mejor para el tráfico móvil y que campañas de marketing móvil que funcionan mejor para el negocio, incluyendo la publicidad, marketing de búsqueda, campañas de texto, y la promoción de sitios para escritorio y servicios móviles. 
Los datos recogidos en el marco de análisis móvil suele incluir páginas vistas, visitas, visitantes, y países, así como información específica a los dispositivos móviles, como el modelo de dispositivo, fabricante, resolución de pantalla, las capacidades del dispositivo, proveedor de servicios y el idioma preferido del usuario. Estos datos son por lo general una comparación con los indicadores clave de rendimiento para el rendimiento y la rentabilidad de la inversión, y se utiliza para mejorar el sitio web o la respuesta del público de la campaña de marketing. 
La mayoría de los teléfonos inteligentes modernos son capaces de navegar por sitios web, algunos con experiencia de navegación similares a los de las computadoras de escritorio. La Iniciativa de Web Móvil del W3C identifica las mejores prácticas para ayudar a sitios web de soporte de navegación móvil. 
Muchas empresas utilizan estas pautas y el código específico para móviles, como Wireless Markup Language o HTML5 para optimizar los sitios web para su visualización en dispositivos móviles.

## Inconvenientes de la aplicación de las técnicas del análisis web tradicional
La recopilación de datos de análisis web móvil ha demostrado ser menos sencillo que el del análisis web tradicional, debido a algunos factores que lo definen. 
Los programas de análisis tradicional en un sitio web para móviles solo proporciona datos para las solicitudes HTTP procedentes de los navegadores para móviles más avanzados, tales como las que se encuentran en los teléfonos y PDAs inteligentes iPhone y otros, sin datos en otros dispositivos móviles navegando por el sitio. 
Usualmente los programas de análisis web que utilizan los archivos de registro del servidor para asociar diferentes direcciones IP con "visitas únicas" puede fallar para identificar efectivamente visitantes únicos. Esto se debe a las direcciones IP de cada dispositivo móvil se originan a partir de una dirección de IP obtenida a través de una puerta de enlace del proveedor de acceso a la red. 
Varias plataformas por parte del servidor se utilizan para desarrollar sitios móviles. El seguimiento de los datos en el lado del servidor, se recomienda para los informes de análisis más preciso. 

## Plataformas
- HTML/JavaScript
- WordPress Mobile Pack
- PHP
- .NET
- Java
- Python
- ColdFusion
- Ruby on Rails
- Node.js/Connect
- TypePad Pro

Diferentes procesos o mecanismos de seguimiento de datos están disponibles para cada una de las plataformas anteriores. Para los sitios sin soporte/HTML, se utiliza usualmente el mecanismo de seguimiento de píxeles JavaScript.
Debido a sitios web para móviles se suelen abrir para acceder desde cualquier tipo de red - fijo, Wi-Fi, redes inalámbricas de celulares, redes satelitales, etc - una solución tradicional de análisis web puede variar desde bastante exacta de la mayoría inexacta, dependiendo desde donde las peticiones HTTP estén viniendo. Además, la analítica web para móviles incluye métricas e indicadores claves relacionados con la información del dispositivo móvil, como modelo, fabricante, y la resolución de pantalla. Estos datos por lo general se pueden montar mediante la combinación de la información de identificación del dispositivo tomada de los encabezados HTTP especiales, tales como los agentes de usuario, con las capacidades del dispositivo almacenados en un registro de la información del dispositivo, tales como WURFL. Este método no proporciona soluciones de análisis web tradicionales, ya que es para la web móvil específica.ver Todo el historial y mensajes de todo tipo que ases con otras personas

## Problemas con el seguimiento

### Identificación de los usuarios
La identificación de los usuarios es el aspecto más importante en analítica web móvil y uno de los aspectos más difíciles son las técnicas para lograr, sobre todo por lo poco fiables que resultan JavaScript y las cookies HTTP en los navegadores móviles. Como resultado, algunas de las soluciones de analítica web para móviles solo detectan o cuentan las visitas de usuarios por día. Las mejores soluciones proporcionan identidades de los usuarios fiables, persistentes y únicos, lo que permite la medición precisa de las visitas repetidas y la lealtad del cliente a largo plazo. 

### Etiquetado de páginas con JavaScript
Página etiquetado basado en Java script notifica a un servidor de terceros cuando una página se representa mediante un navegador web. Este método asume que el navegador del usuario final tiene las capacidades de JavaScript y que JavaScript está activado, aunque es posible que ni pueda ser cierto. En este momento, la mayoría de los navegadores web móviles no soportan JavaScript suficiente para que esto funcione. 

### Cookies HTTP
Las cookies HTTP se utilizan para marcar e identificar a los visitantes. Las cookies son una capacidad estándar para todos los navegadores web de escritorio. Con el predominio de iPhones y Androids, cookies HTTP son ahora soportados por la mayoría de los teléfonos inteligentes, porque por defecto, iPhones y teléfonos Android aceptan las cookies del navegador de páginas web. Al igual que con los navegadores de escritorio, el usuario del dispositivo móvil pueden optar por desactivar las cookies.